# Ендырь
Ендырь — река в России, протекает в Ханты-Мансийском автономном округе. Устье реки находится на 17 км от устья по левому берегу Могилевской протоки Оби. Длина реки — 160 км, площадь её водосборного бассейна — 2110 км².
На берегу реки Ендырь в 82 км от города Нягань в XII—XVI веках располагалось княжество обских угров Эмдер. Древнейший горизонт археологического комплекса «Древний Эмдер» относится к VI—VII векам.

## Притоки
- 12 км: Сига (пр)
- 24 км: Емъёган (лв)
- 38 км: Малая Речка (пр)
- 55 км: Шишъёган (пр)
- 63 км: Ингапех (пр)
- 107 км: Хора (пр)
- 113 км: Таръех (пр)
- 114 км: Емъех (пр)
- Ингисоим (пр)
- 132 км: Найдыш (пр)
- 148 км: Майпанъёх (лв)

## Данные водного реестра
По данным государственного водного реестра России относится к Нижнеобскому бассейновому округу, водохозяйственный участок реки — Обь от впадения Иртыша до впадения реки Северная Сосьва, речной подбассейн реки — бассейны притока Оби от Иртыша до впадения Северной Сосьвы. Речной бассейн реки — (Нижняя) Обь от впадения Иртыша.
Код объекта в государственном водном реестре — 15020100112115300018996.